# Kruhî, Tîvriv
Kruhî (în ucraineană Круги) este un sat în comuna Krasneanka din raionul Tîvriv, regiunea Vinnița, Ucraina.

## Demografie
Componența lingvistică a localității Kruhî
     Ucraineană (85,83%)
     Rusă (14,17%)
Conform recensământului din 2001, majoritatea populației localității Kruhî era vorbitoare de ucraineană (85,83%), existând în minoritate și vorbitori de rusă (14,17%).